# آن لوئیز ادسترند
آن لوئیز ادسترند (انگلیسی: Ann-Louise Edstrand؛ زادهٔ ۲۵ آوریل ۱۹۷۵) بازیکن هاکی روی یخ اهل سوئد است.